# Acomys dimidiatus
Acomys dimidiatus es una especie de roedor perteneciente a la familia  Muridae. Tienen una amplia distribución, ya que se ha encontrado en los desiertos de Oriente Medio, además de ser frecuente en los bosques fluviales de África. Esta es la única especie de ratón espinoso que puede tener color negro. Su dieta es similar a otras especies de ratón espinoso, y consiste principalmente de semillas.